# Swang
Swang è un singolo del duo di rapper americano Rae Sremmurd, pubblicato il 24 gennaio 2017 e contenuto nell'album SremmLife 2. La canzone è stata prodotta da P-Nazty.

## Video musicale
Il video musicale del brano è stato pubblicato su YouTube il 16 febbraio 2017 ed è stato diretto da Max Hiiva. Il video conta oltre 410 milioni di visualizzazioni.

## Remix
Il remix ufficiale di Swang è stato pubblicato il 16 ottobre 2016, in collaborazione con Travis Scott.